# إدغار ألفاريز
إدغار أنتوني ألفاريز رييس (بالإسبانية: Edgard Anthony Álvarez Reyes) الشهير باسم إدغار ألفاريز (مواليد 9 يناير 1980 في بويرتو كورتيز - هندوراس) لاعب كرة قدم هندوراسي يلعب حاليا لصالح نادي الدرجة الأولى باري الإيطالي منذ 2009 في مركز الوسط الأيمن كما يجيد اللعب في مركز الظهير الأيمن.

## روابط خارجية
- إدغار ألفاريز على موقع الاتحاد الدولي (مؤرشف)  (الإنجليزية)
- إدغار ألفاريز على موقع الاتحاد الأوربي (الإنجليزية)
- إدغار ألفاريز على موقع قاعدة بيانات كرة القدم.إي يو (الإنجليزية)
- إدغار ألفاريز على موقع ناشيونال فوتبول تيمز (الإنجليزية)
- إدغار ألفاريز على موقع Soccerway.com (الإنجليزية)
- إدغار ألفاريز على موقع عالم كرة القدم.نت (الإنجليزية)
- إدغار ألفاريز على موقع AS.com (الإسبانية)
- إدغار ألفاريز على موقع GSA (الإنجليزية)